# 鈴木重康

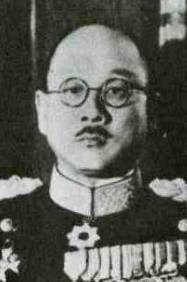
鈴木重康

鈴木 重康（すずき しげやす、1886年（明治19年）9月1日 - 1957年（昭和32年）6月1日）は、日本陸軍の軍人。最終階級は陸軍中将。

## 経歴
旧加賀藩士・陸軍大尉、鈴木知康の二男として生れる。名古屋陸軍地方幼年学校、中央幼年学校を経て、1905年（明治38年）3月、陸軍士官学校（17期）を卒業、翌月、歩兵少尉に任官し歩兵第35連隊付となる。1912年（大正元年）11月、陸軍大学校（24期）を卒業した。
参謀本部付勤務、参謀本部員、支那駐在（満州・シベリア、ロシア軍従軍）、参謀本部付、第12師団参謀、陸大教官、参謀本部員（作戦課）、歩兵第34連隊付、ポーランド公使館付武官、兼ラトビア公使館付武官、参謀本部課長、近衛歩兵第1連隊長、陸大教官などを歴任し、1933年（昭和8年）3月、陸軍少将に進級。
陸大教官、参謀本部第4部長、同第1部長などを歴任し、関東軍隷下の独立混成第11旅団長に就任。盧溝橋事件後に動員され支那駐屯軍の戦闘序列に入り諸作戦に従軍。1936年（昭和11年）12月、陸軍中将となった。参謀本部付、陸軍習志野学校長を歴任し、1938年（昭和13年）12月、予備役に編入された。東京自動車工業社長、自動車部品製造会長を経て、1941年（昭和16年）12月、自動車統制会長に就任した。
1947年（昭和22年）11月28日、公職追放仮指定を受けた。

## 親族
- 妻 鈴木清子 吉野文四郎（陸軍少将）の娘
- 娘婿 井上忠男（陸軍中佐）・坂清（陸軍少佐）
- 長兄 鈴木実（陸軍軍医少将）
- 次弟 河村参郎（陸軍中将）